# Пука (приток Мезенской Пижмы)
Пука — река в России, течёт по территории Лешуконского района Архангельской области. Левый приток реки Мезенская Пижма.
Длина реки составляет 10 км.
Генеральным направлением течения является северо-запад. Впадает в Мезенскую Пижму южнее деревни Ларькино.

## Данные водного реестра
По данным государственного водного реестра России относится к Двинско-Печорскому бассейновому округу, водохозяйственный участок реки — Мезень от истока до водомерного поста у деревни Малонисогорская. Речной бассейн реки — Мезень.
Код объекта в государственном водном реестре — 03030000112103000044992.